# Привокзальная площадь (Одесса)
Привокза́льная площадь (укр. Привокзальна площа) — элемент городской инфраструктуры Одессы, расположена в историческом центре города, ограничена улицей Лейтенанта Шмидта, Пантелеймоновской улицеҋ, пересекается Итальянским бульваром.

## История

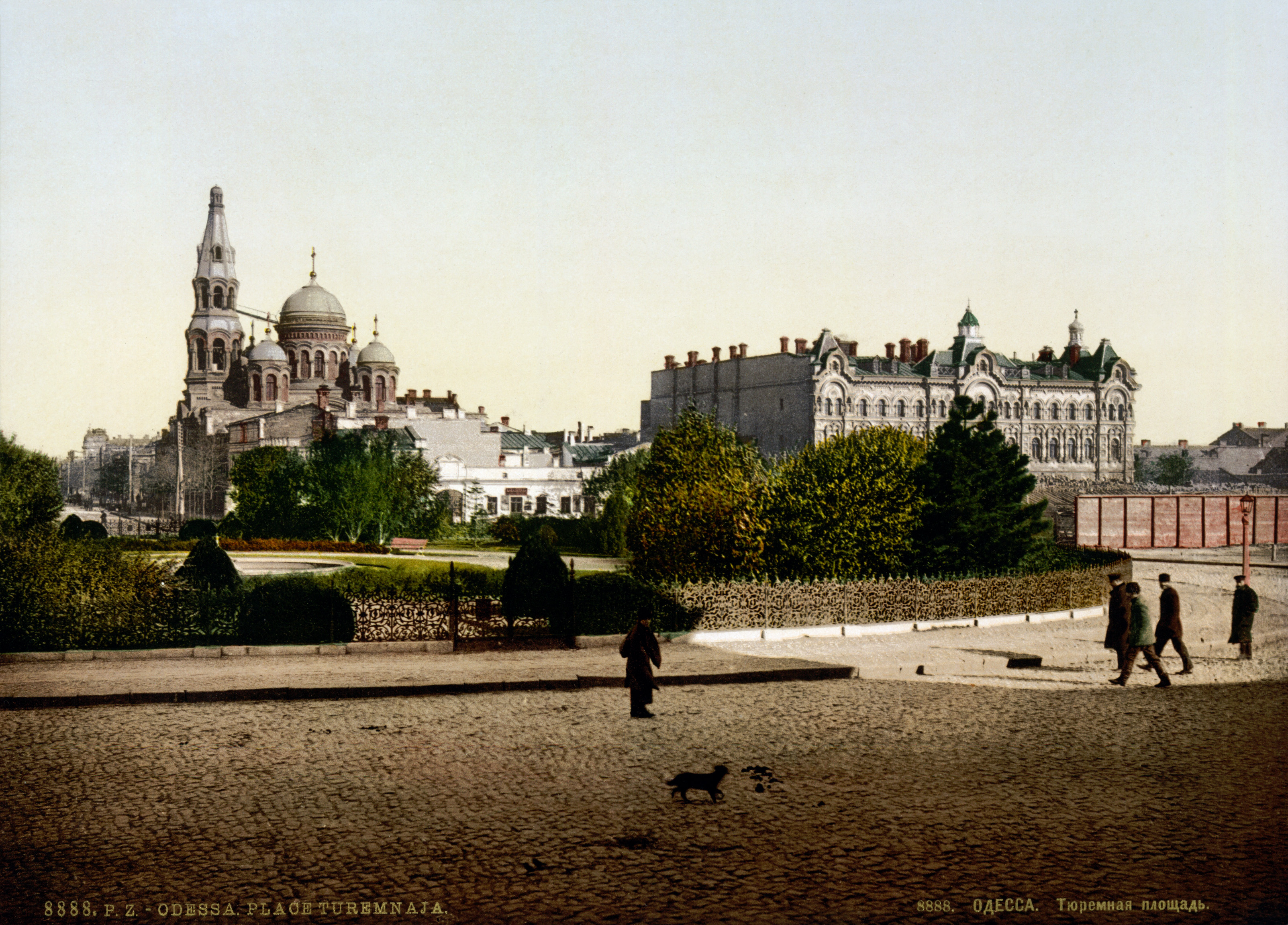
Тюремная площадь, 1895 год

Возникла у старой границы Порто-Франко. Первоначальное название — Тюремная — по находившемуся здесь тюремному учреждению (архитектор Ф. К. Боффо, 1819—1825). В 1894 году тюрьма была переведена отсюда в другой район города.
После решения строить здесь городской железнодорожный вокзал площадь стала главными сухопутными воротами города и сменила название. Здание вокзала строилось с 1879 по 1883 год (архитектор А. Бернардацци по проекту В. Шретера). 
Во время Гражданской войны — арена жестоких боёв между противоборствующими сторонами.
Здание вокзала было разрушено в последние дни немецкой оккупации Одессы в 1944 году. Здание ныне действующего железнодорожного вокзала возведено в 1952 году по проекту А. М. Чуприна, в основном повторяя старый вокзал, со сдвигом к югу для увеличения размера площади.

## Достопримечательности

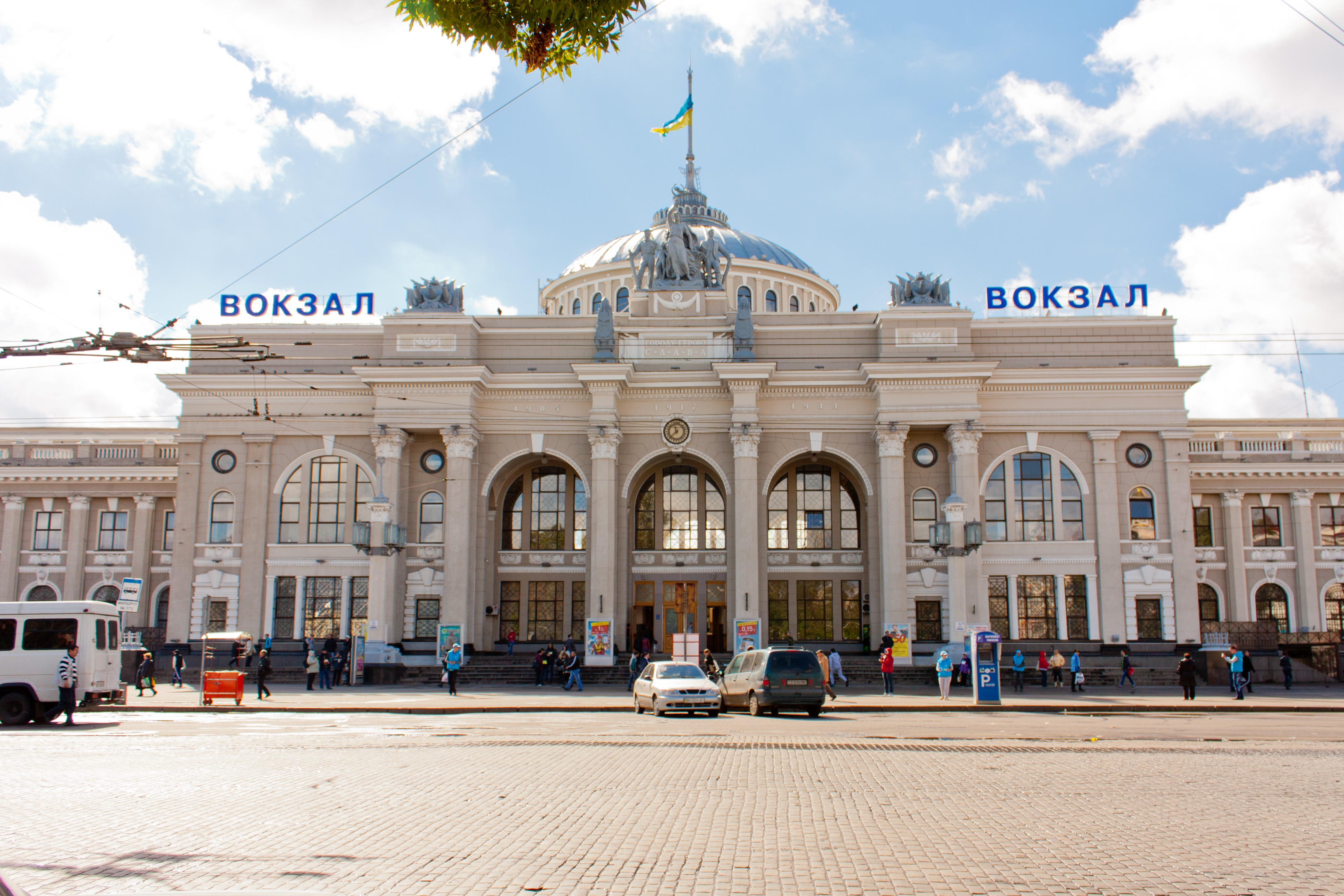
Вокзал Одесса-Главная

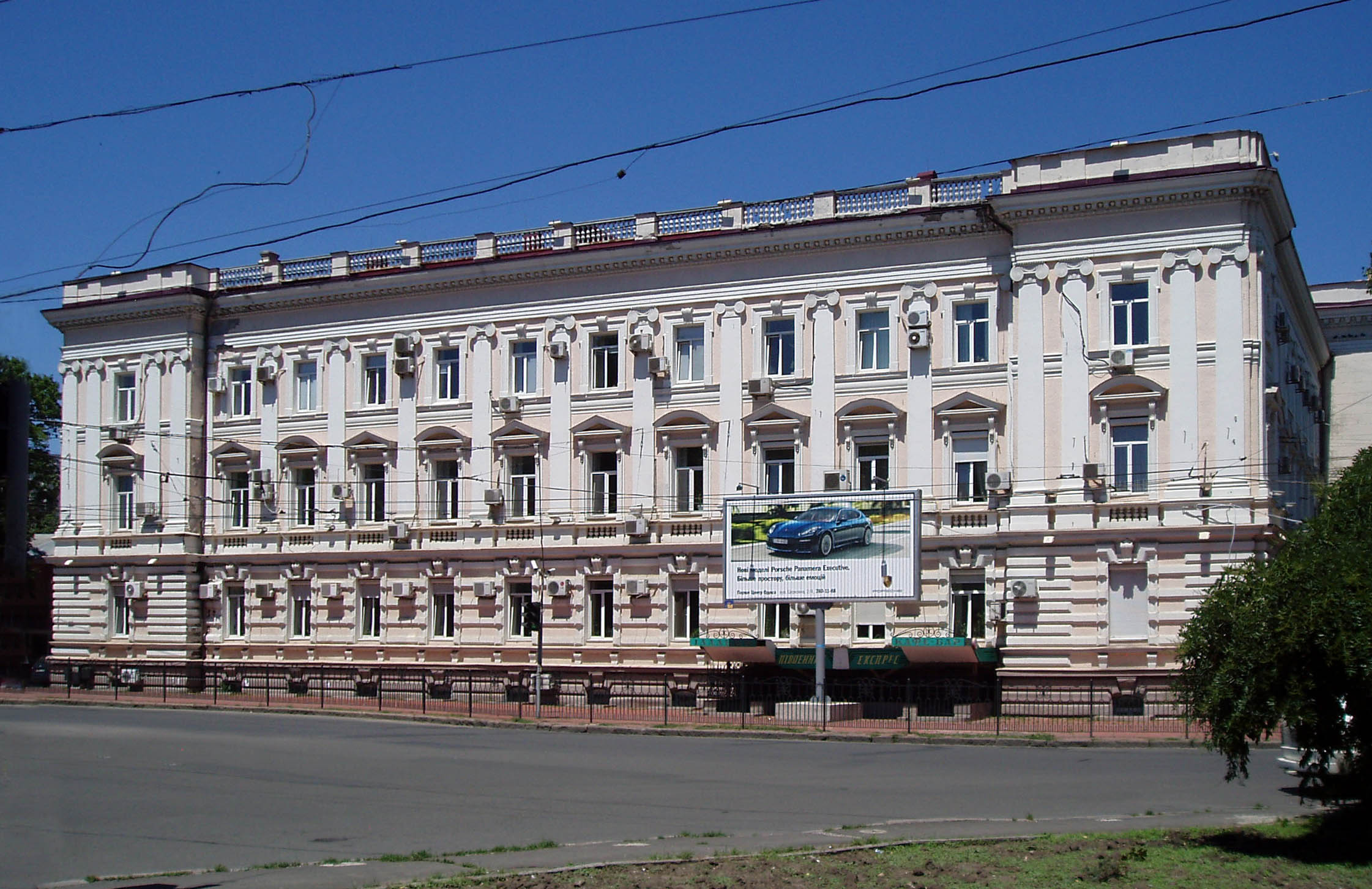
Управление Одесской железной дороги

На юге от площади по адресу Привокзальная пл., 2 располагается вокзал Одесса-Главная.
Управление Одесской железной дороги (Бывший суд, 1894—1895 гг., арх. Н. К. Толвинский).

У вокзала и вокзального скверика война принимала неизменно позиционный характер. Орудия били по зданию вокзала прямой наводкой. После очередного штурма на месте больших вокзальных часов обычно оставалась зияющая дыра. Одесситы очень гордились своими часами, лишь только стихал шум боя, они спешно заделывали дыру и устанавливали на фасаде вокзала новый сияющий циферблат. Но мир длился недолго; проходило два-три месяца, снова часы становились приманкой для артиллеристов; стреляя по вокзалу, они между делом посылали снаряд и в эту заманчивую мишень. Снова на фасаде зияла огромная дыра, и снова одесситы поспешно втаскивали под крышу вокзала новый механизм и новый циферблат. Много циферблатов сменилось на фронтоне одесского вокзала в те дни— Александр Козачинский «Зеленый фургон»